# Sohail Qaiser
Sohail Qaiser, né en 1965 à Lahore, et mort le 14 août 2016 à Lahore, est un joueur professionnel de squash représentant le Pakistan. Il atteint en mai 1984 la 19e place mondiale sur le circuit international, son meilleur classement.

## Biographie
Sohail Qaiser est le neveu de l'ancien no 2 mondial Gogi Alauddin. Il est un junior très prometteur, remportant le British Junior Open en 1981 et le championnat du monde junior face à Chris Dittmar en 1982. Il est champion du monde par équipes en 1985, remportant le point décisif en finale face au Néo-zélandais Paul Viggers. Il meurt d'un cancer le 14 août 2016.

## Palmarès

### Titres
- Championnats du monde par équipes : 1985
- Championnats du monde junior : 1982
- British Junior Open : 1981